# Break the Silence: The Movie
Break the Silence: The Movie (브레이크 더 사일런스: 더 무비?, Beure-ikeu deo sa-illeonseu: Deo mubiLR) è un film documentario sudcoreano del 2020 diretto da Park Jun-soo.
Il film ha come protagonista il gruppo musicale BTS, che riflette sulla propria vita pubblica e privata e sulla popolarità raggiunta in un'alternanza di retroscena inediti e riprese dal tour Love Yourself: Speak Yourself.

## Promozione
Il film è stato annunciato il 7 agosto 2020 su Twitter, accompagnato dalla locandina, mentre le prevendite sono state avviate il 13 agosto, lo stesso giorno di uscita del primo trailer. Una clip in anteprima è stata proiettata durante le repliche del film precedente Bring the Soul: The Movie dal 28 al 30 agosto 2020. Il 3 settembre è stato caricato online il secondo trailer.

## Distribuzione
La pellicola è stata distribuita il 10 settembre 2020 da Trafalgar Releasing nei cinema di cinquantuno territori, il 24 settembre in altri trenta, e in ulteriori trentatré in una data futura.

## Accoglienza

### Botteghino
In Italia la pellicola si è posizionata terza al botteghino della settimana di uscita, incassando 381.863 euro per 30.466 presenze nei suoi quattro giorni di programmazione. È apparsa alla stessa posizione anche del botteghino britannico con un incasso di 374.060 sterline.
In Corea del Sud Break the Silence: The Movie è stato distribuito il 24 settembre, aprendo direttamente in vetta al botteghino della giornata con 21.586 spettatori.

## Riconoscimenti
- MTV Movie & TV Awards
  - 2021 – Miglior documentario musicale[11]